# 아라우카니아주

아라우카니아 주의 위치

아라우카니아주(스페인어: IX Región de La Araucanía)는 칠레 중부에 위치한 주로 주도는 테무코이며 면적은 31,842.3km2, 인구는 889,942명(2012년 기준)이다. 2개 현(카우틴 현, 마예코 현)을 관할한다.

주기
주 문장

## 같이 보기
- 아라우칸화
- 아라우코 전쟁
- 아라우카니아 파타고니아 왕국